# Charleville-Mézières
Charleville-Mézières er en mindre fransk provinsby. Den er hovedsæde i departementet Ardennes.